# Speleomantes strinatii
Il geotritone di Strinati (Speleomantes strinatii  (Aellen, 1958)) è un anfibio caudato della famiglia dei Pletodontidi, un tempo considerato una sottospecie dello Speleomantes italicus, oggi riconosciuto come specie a sé stante.

## Descrizione
Gli animali adulti crescono sino a 11 o 12 cm di lunghezza. Le femmine raggiungono lunghezze leggermente maggiori. La colorazione e l'ornamentazione del corpo sono molto variabili. Il colore di fondo è da marrone chiaro a nero sulla schiena, spesso con macchie, reticolature o strisce di altri colori, rosso, giallo, ocra, grigio o verde; spesso presenta una lucentezza metallica. Il lato ventrale è generalmente di colore scuro. Le zampe posteriori sono leggermente più lunghe di quelle anteriori. Gli adulti presentano le ghiandole parotoidi ai due lati del capo.

## Distribuzione e habitat
Questa specie abita ambo i versanti dell'Appennino Ligure e delle Alpi Marittime, dalle province di Parma e di Massa Carrara ad est sino al Nizzardo ad ovest, in territorio italiano e francese, prediligendo gli ambienti umidi e rocciosi, quali i torrenti, le rive dei corpi acquei, le grotte e le fessure nella roccia, tra il livello del mare e i 2300 m di altitudine.

## Biologia
La specie è indipendente dall'acqua per la riproduzione: le uova sono deposte al suolo e ne nascono giovani completamente neometamorfosati. Come le altre specie di geotritone, anche questa è dotata di ghiandole epiteliali che in caso di pericolo emettono una schiuma velenosa con funzione difensiva. Il geotritone di Strinati non ha particolari specializzazioni alimentari, e si nutre di diverse specie di invertebrati. Ha costumi prevalentemente notturni ed abbandona i suoi rifugi con condizioni atmosferiche di elevata umidità. Esemplari in cattività hanno raggiunto i sei anni d'età, ma osservazioni in natura fanno sospettare che gli animali possano vivere sino a 17 anni.

### Riproduzione
Come in altre specie del genere l'accoppiamento avviene a terra, prevalentemente durante l'autunno. Durante un complicato corteggiamento, il maschio graffia il dorso della femmina con i suoi denti mascellari, particolarmente sviluppati, strofinandovi poi la propria ghiandola mentoniera. Al termine del rituale il maschio monta sulla femmina e la abbraccia con le zampe anteriori, deponendo una spermatofora sul suolo, che viene raccolta dalla femmina tramite la cloaca. Successivamente la femmina deporrà sotto le foglie, nelle fessure della roccia od in altri nascondigli umidi delle uova gelatinose, particolarmente ricche di tuorlo, dalle quali, dopo circa 10 mesi alla temperatura di (12 °C), sgusceranno dei giovani, che raggiungeranno la maturità riproduttiva a tre o quattro anni d'età.

## Conservazione
La IUCN considera il geotritone di Strinati come specie "in pericolo" ("Endangered"), in virtù particolarmente dell'areale ristretto. La popolazione è in calo, a causa di perdite locali di habitat ed il rischio di una raccolta illegale di esemplari.